# Mandatoriccio
Mandatoriccio è un comune italiano di 2 375 abitanti della provincia di Cosenza in Calabria.

## Geografia fisica
. Il nucleo originario del comune è posto a 561 metri s.l.m. alle falde della Sila Greca. A 16 km dal centro storico sorge Marina di Mandatoriccio, suggestiva e attrezzata località balneare del Basso Ionio Cosentino.

## Origini del nome
Il nome del paese si riferisce al cognome del fondatore del paese Teodoro Mandatoriccio. Questo nome di famiglia potrebbe derivare dal latino mandatoricius, da mandator (subordinatore) o mundator (ripulitore) invece secondo altri deriva dal greco mandratoras (padrone di mandria).

## Storia
Fu fondata, all’inizio del XVII secolo, da Teodoro Mandatoriccio, duca di Crosia, erede di Gio. Michele Mandatoriccio che aveva acquistato la baronia di Pietrapaola nel 1583, come un casale del territorio di Pietrapaola.
La zona tuttavia risulta abitata fin da epoca ben più antica, come testimoniano i reperti archeologici rinvenuti nei pressi della località: nei pressi del confine con Pietrapaola sono state infatti rinvenute testimonianze di un insediamento preistorico con necropoli databile all'età del Ferro e una cinta di mura megalitiche appartenenti probabilmente ad una città indigena ellenizzata risalente al IV sec. a.C.
Trasformata in un luogo fortificato, con la costruzione di un castello, appartenne ai Mandatoriccio fino all’estinzione del casato, avvenuta nella seconda metà del Seicento (esattamente il fino al 1676 anno della morte del 2º Duca di Crosia, Francesco Mandatoriccio).
All'epoca era casale di Pietrapaola, nella Calabria Citeriore, e dipendeva dal distretto ecclesiastico di Rossano.
Durante la signoria di Teodoro Mandatoriccio il casale prosperò economicamente per lo sviluppo accorto dell’agricoltura e urbanisticamente per l’accoglienza prima di immigrati albanesi, adibiti ai servizi, e poi di profughi dai casali di Cosenza (Scigliano, Rogliano, Carpanzano) devastati dai Saraceni e distrutti dal terremoto. I fuochi passarono dai 3 iniziali del 1648 (12-18 abitanti), ai 10 nel 1669 (40-50 abitanti), ai 198 nel 1741-1743 (circa o più di 1 000 abitanti).
In seguito passò, per successione femminile, alla nobile famiglia cosentina dei Sambiase, che possedeva un vasto complesso di feudi con titolo diverso, da Campana a Bocchigliero, a Crosia, a Caloveto, a Calopezzati, a Pietrapaola e a Mandatoriccio. Il dominio dei Sambiase durò, fra complesse e travagliate vicende fino all’eversione dalla feudalità.
Durante il governo di Felice Nicola Sambiase, figlio di Vittoria Mandatoriccio e Giuseppe Sambiase, nel 1708 Mandatoriccio diviene parrocchia.
Nel 1783 fu colpita e distrutta dal violento terremoto del 1783. Subito dopo il terremoto Giuseppe Maria Galanti faceva per conto del Regno di Napoli una ricognizione del territorio e menzionava ritenendoli degni di nota, per il suo stile spagnolesco, il Castello, “con ponte levatoio e quattro bastioni”, nonché la Chiesa Madre, la cui architettura ripete lo stile napoletano della Chiesa di San Francesco.
Nel periodo napoleonico, dapprima era un’università del governo di Cariati e poi un comune del circondario facente capo a questo centro, nella cui giurisdizione fu mantenuta anche dai Borboni, che con il riordino operato del 1811, istitutivo di Comune e circondari, mantenendo Mandatoriccio nella giurisdizione di Cariati, gli attribuiva Pietrapaola come frazione. Nella sistemazione data dal Borbone per legge 1º maggio 1816 Mandatoriccio perdeva Pietrapaola, elevata a Comune autonomo. Dal 1929 al 1934 Pietrapaola tornava ad essere frazione di Mandatoriccio. Pietrapaola, ritornò autonoma nel 1934.
Verso la fine del XX secolo la zona costiera di Mandatoriccio sviluppa una vocazione turistica, legata al turismo balneare, con un litorale di oltre quattro chilometri. Numerosi i lidi, le strutture ricettive, i villaggi turistici che rendono molto attraente questo territorio per le vacanze.

## Monumenti e luoghi d'interesse

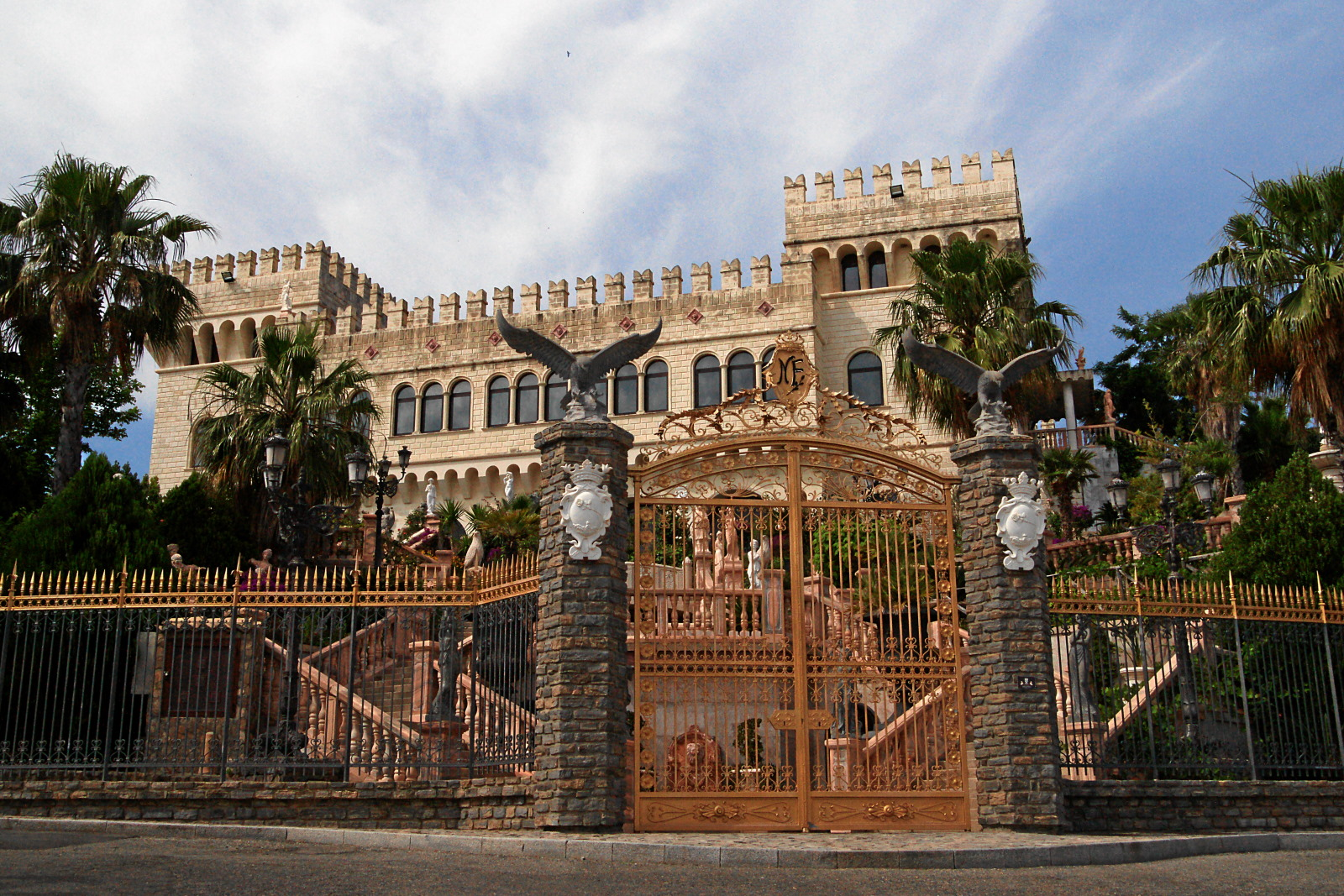
Il Castello Flotta

La chiesa matrice dei Santi Pietro e Paolo, edificata probabilmente intorno ai primi del 1600, periodo confermato dalla data del 1684 posta sulla base della fonte battesimale. Si caratterizza per l'irregolarità della pianta e per i differenti materiali impiegati, particolari che inducono a ipotizzare che ha subito varie modifiche nel corso del tempo. La maggior parte delle opere di interesse storico-artistico, contenute in essa, sono datate alla prima metà del Settecento. Tra questi il fonte battesimale del 1723, i quattro altari lignei della navata destra del 1729, la tela con i miracoli di Sant'Antonio del 1724. Sicuramente risalenti allo stesso periodo sono il soffitto a cassettoni e gli altari marmorei. Più discutibile, invece, è la data del Crocifisso ligneo collocato sull'altare maggiore, che potrebbe datarsi tra la fine del XVIII e gli inizi del XIX secolo.
Adiacenti alla chiesa i ruderi del castello, una struttura a pianta quadrangolare munita di quattro torri circolari, divenuta poi sede del municipio.
Non molto distante dal mare si trova Castello dell'Arso, solitario su un'altura costeggiata dalla statale. L’edificio di proprietà privata, caratterizza per le sue quattro belle facciate a vela in pietra che si presentano concave, tali che il peso dell’edificio venga scaricato interamente sugli angoli, costituenti veri e propri contrafforti triangolari. I finestroni a balconcino sulla facciata rivolta verso il mare, sono di stile ottocentesco, realizzati in epoca napoleonica. Durante il più remoto dominio dei Mandatoriccio il Castello dell'Arso era stato utilizzato come ‘casamentum’ per ospitare cavalieri e parenti cadetti, ma via via la destinazione era mutata, assumendo connotati legati all’economia agraria della zona.

## Società

### Evoluzione demografica
Abitanti censiti

## Infrastrutture e trasporti

### Strade
Mandatoriccio è servita dalla Strada statale 106 Jonica, dalla strada provinciale 199 e dalla strada provinciale 205.

## Amministrazione
| Periodo          | Periodo          | Primo cittadino            | Partito                       | Carica                  | Note |
| ---------------- | ---------------- | -------------------------- | ----------------------------- | ----------------------- | ---- |
| 23 aprile 1995   | 13 giugno 1999   | Antonio Colamaria          | lista civica Indipendente     | sindaco                 |      |
| 13 giugno 1999   | 13 giugno 2004   | Antonio Colamaria          | lista civica                  | sindaco                 |      |
| 13 giugno 2004   | 7 giugno 2009    | Corrado Ascolillo          | lista civica                  | sindaco                 |      |
| 7 giugno 2009    | 25 maggio 2014   | Angelo Donnici             | lista civica                  | sindaco                 |      |
| 25 maggio 2014   | 18 dicembre 2017 | Angelo Donnici             | lista civica "L'Avvenire"     | sindaco                 |      |
| 18 dicembre 2017 | 10 giugno 2018   | Emanuela Saveria Greco     |                               | commissario prefettizio |      |
| 10 giugno 2018   | 13 luglio 2022   | Dario Cornicello           | lista civica "Legalità"       | sindaco                 |      |
| 13 luglio 2022   | 15 maggio 2023   | Stefano Tenuta             |                               | commissario prefettizio |      |
| 15 maggio 2023   | 25 giugno 2025   | Vincenzo Leonardo Grispino | lista civica "Insieme si può" | sindaco                 |      |
| 25 giugno 2025   | In carica        | Danilo Fuscaldo            |                               | commissario prefettizio |      |